# Coquillettidia
Coquillettidia este un gen de țânțari din familia Culicidae.

## Specii[1]
- Coquillettidia albicosta
- Coquillettidia albifera
- Coquillettidia annettii
- Coquillettidia arribalzagae
- Coquillettidia aurata
- Coquillettidia aurea
- Coquillettidia aureosquammata
- Coquillettidia aurites
- Coquillettidia buxtoni
- Coquillettidia chrysonotum
- Coquillettidia chrysosoma
- Coquillettidia crassipes
- Coquillettidia cristata
- Coquillettidia fasciolata
- Coquillettidia fijiensis
- Coquillettidia flavocincta
- Coquillettidia fraseri
- Coquillettidia fuscopennata
- Coquillettidia fuscopteron
- Coquillettidia giblini
- Coquillettidia grandidieri
- Coquillettidia hermanoi
- Coquillettidia hodgkini
- Coquillettidia iracunda
- Coquillettidia juxtamansonia
- Coquillettidia karandalaensis
- Coquillettidia linealis
- Coquillettidia lutea
- Coquillettidia lynchi
- Coquillettidia maculipennis
- Coquillettidia memorans
- Coquillettidia metallica
- Coquillettidia microannulata
- Coquillettidia neivai
- Coquillettidia nigricans
- Coquillettidia nigritarsis
- Coquillettidia nigrithorax
- Coquillettidia nigrochracea
- Coquillettidia nigrosignata
- Coquillettidia nitens
- Coquillettidia novochracea
- Coquillettidia ochracea
- Coquillettidia perturbans
- Coquillettidia pseudoconopas
- Coquillettidia richiardii
- Coquillettidia rochei
- Coquillettidia samoaensis
- Coquillettidia schoutedeni
- Coquillettidia shannoni
- Coquillettidia tenuipalpis
- Coquillettidia wahlbergi
- Coquillettidia vanoyei
- Coquillettidia variegata
- Coquillettidia venezuelensis
- Coquillettidia versicolor
- Coquillettidia voltaensis
- Coquillettidia xanthogaster